# Junsele
Junsele is een plaats in de gemeente Sollefteå in het landschap Ångermanland en de provincie Västernorrlands län in Zweden. De plaats heeft 958 inwoners (2005) en een oppervlakte van 252 hectare. De plaats ligt aan de Ångermanälven. Ten zuiden van de plaats ligt in de rivier de Ångermanälven het eilandje Moön, dit eiland en een deel van het vasteland aan de overzijde van de rivier zijn een vogelreservaat (Fågelskyddsområde).

## Verkeer en vervoer
Bij de plaats lopen de Riksväg 90 en Länsväg 346.